# William Mutwol
Boniface William (William) Mutwol (Kapsowar (district Marakwet), 10 oktober 1967) is een voormalige Keniaanse langeafstandsloper. Hij liep wedstrijden in de periode van 1988 tot 1998. Zijn beste prestatie is een bronzen medaille op de Olympische Spelen.

## Biografie
Mutwol begon zijn carrière als 3000 m steepleloper. Hij won een zilveren medaille bij de Afrikaanse kampioenschappen (1990) en de Afrikaanse Spelen (1991).
In 1992 maakte hij op 24-jarige leeftijd zijn olympische debuut op de Olympische Spelen van Barcelona. Hij kwam uit op het onderdeel 3000 m  steeple. Met een tijd van 8.26,23 in de series en 8.19,83 in de halve finale stroomde hij door naar de finale. Daar behaalde hij een bronzen medaille door met 8.10,74 achter zijn landgenoten Matthew Birir (8.08,84) en Patrick Sang (8.09,55) te finishen. Op de wereldkampioenschappen veldlopen later dat jaar won hij zilver achter landgenoot John Ngugi. In het landenklassement won hij samen met zijn Keniaanse teamgenoten goud.
Tijdens de 5 km van Carlsbad liep Mutwol met zijn tijd van 13.12 een officieus wereldrecord. In Nederland is hij bekend om zijn derde plaatsen in de Zevenheuvelenloop in 1992 en 1995.
In 1997 debuteerde hij op de marathon bij de marathon van Frankfurt. Hij werd achtste in 2:15.20. Hierna liep hij nog enkele marathons, maar deze waren niet sneller dan genoemde tijd.

## Familie
Mutwol komt uit een sportieve familie. Tweevoudig wereldkampioen Ismael Kirui is zijn neef. Kirui is de jongere broer van Richard Chelimo, olympisch zilverenmedaillewinnaar op de 10.000 m. Andere familieleden zijn William Kirui (neef) en meervoudig wereldkampioen en wereldrecordhouder Moses Kiptanui (neef).

## Titels
- Keniaans kampioen 3000 m steeple - 1992

## Persoonlijke records
Baan
| Onderdeel      | Prestatie | Datum             | Plaats     |
| -------------- | --------- | ----------------- | ---------- |
| 2000 m steeple | 5.24,11   | 16 september 1990 | Sheffield  |
| 3000 m steeple | 8.10,74   | 7 augustus 1992   | Barcelona  |
| 3000 m         | 7.49,71   | 28 augustus 1992  | Brussel    |
| 5000 m         | 13.22,15  | 25 augustus 1992  | Kopenhagen |

Weg
| Onderdeel    | Prestatie | Datum            | Plaats     |
| ------------ | --------- | ---------------- | ---------- |
| 5 km         | 13.12     | 25 augustus 1992 | Kopenhagen |
| 15 km        | 44.03,9   | 15 november1992  | Nijmegen   |
| 10 Eng. mijl | 46.32     | 24 april 1993    | New York   |
| marathon     | 2:15.20   | 26 oktober 1997  | Frankfurt  |

## Palmares

### 3000 m steeple
- 1990:  Afrikaanse kamp. - 8.34,03
- 1991:  Afrikaanse Spelen - 8.28,29
- 1992:  Keniaanse kamp. - 8.25,5
- 1992:  OS - 8.10,74

### 5000 m
- 1992:  BT Games in Kopenhagen - 13.22,15
- 1994: 4e Copenhagen Games - 13.32,82

### 5 km
- 1992:  5 km van Carlsbad - 13.12
- 1994: 4e 5 km van Carlsbad - 13.31

### 10 km
- 1990: 4e St Patrick's Day in Kopenhagen - 28.28
- 1992:  Cooper River Bridge Run in Charleston - 28.26
- 1993: 5e Bob Hasan in Jakarta - 29.06
- 1995:  San Fernando in Punta del Este - 28.13
- 1995:  Manaus - 29.34
- 1995:  Soultz - 28.42
- 1996:  Corrida de San Fernando in Punta del Este - 28.23
- 1996:  Festival Olimpico de Verao in Rio de Janeiro - 29.04
- 1997:  Swansea - 29.05
- 1998:  KRUF Cardiff - 29.26
- 1998: 4e Great Caledonian Run in Edinburgh - 30.37

### 15 km
- 1992:  Zevenheuvelenloop - 44.03,9
- 1995:  Zevenheuvelenloop - 44.07,8
- 1995: 6e São Silvestre - 44.42

### 10 Eng. mijl
- 1993:  Trevira Twosome - 46.32
- 1994: 5e Northern Telecom Cherry Blossom - 46.59
- 1994:  Trevira Twosome - 47.01
- 1997:  Glen Dimplex Cross Border Challenge - 47.57

### 25 km
- 1995: 4e Jumbo Par de Acucar in Lissabon - 1:14.50

### marathon
- 1997: 8e marathon van Frankfurt - 2:15.20
- 1998: 9e marathon van Wenen - 2:16.07
- 1998: 10e marathon van Frankfurt - 2:16.46

### veldlopen
- 1986: 9e WK junioren in Colombier - 23.21,6
- 1990: 5e WK in Aix-les-Bains - 34.26
- 1991: 12e WK in Antwerpen - 34.32
- 1992:  WK in Boston - 37.17